# مدیریت استعداد
مدیریت استعداد به پیش‌بینی سرمایه انسانی مورد نیاز یک سازمان برای رسیدن به اهدافش و برنامه‌ریزی برای پاسخ درخور به این نیاز اشاره دارد. محبوبیت این رشته با انتشار پژوهشی از مک‌کینزی اند کامپنی در سال ۱۹۷۷ میلادی و چاپ کتابی در سال ۲۰۰۱ یا عنوان «جنگ بر سر استعداد» افزایش یافت.
مدیریت استعداد، کاربرد مجموعه‌ای از فعالیت‌های یکپارچه است که سازمان‌ها با استفاده از آن از تأمین (جذب، حفظ، انگیزش و توسعهٔ) نیروهای مورد نیاز خود-در حال و آینده-اطمینان می‌یابند و با تأکید بر این که افراد مستعد از منابع اصلی سازمان به‌شمار می‌روند، هدفشان حفظ جریان استعدادها است. گاهی فرض بر این گذاشته می‌شود که مدیریت استعداد تنها برای افراد کلیدی سازمان تعریف می‌شود؛ اما هر فردی در سازمان استعدادی دارد؛ ولی برخی نسبت به دیگران استعداد بیشتری دارند و بنابراین فرایند مدیریت استعداد نباید محدود به تعداد کمی از افراد شود.
مدیریت استعداد را همچنین علم استفاده از مدیریت استراتژیک منابع انسانی به‌منظور ارزش‌آفرینی برای یک کسب‌وکار و رسیدن سازمان به اهداف خود است. همهٔ فعالیت‌هایی که برای استخدام، نگه داشتن، توسعه دادن، و پاداش بخشیدن به کارکنان صورت می‌گیرد بخشی از مدیریت استعداد است. یک استراتژی مدیریت استعداد باید با استراتژی کلی سازمان در یک راستا باشد.
بعضی از نویسندگان، مدیریت استعداد و مدیریت منابع بشری را یکی می‌دانند، اما این دو تفاوت‌ها و اشتراکاتی با هم دارند، ضمن این‌که نمی‌توان گفت هردو یکی است.